# Paul van Katwijk
Paul van Katwijk (* 7. Dezember 1885 in Rotterdam; † 11. Dezember 1974 in Dallas, Texas) war ein US-amerikanischer Pianist, Dirigent und Komponist niederländischer Herkunft. Er war langjähriger Klavierprofessor an der Southern Methodist University in Dallas. Von 1925 bis 1938 wirkte er als Chefdirigent des Dallas Symphony Orchestra.

## Leben
Van Katwijk wurde 1885 als Sohn von Johannes van Katwijk und dessen Frau Catherina geb. Scholten in Rotterdam geboren. Er erhielt zunächst Klavierunterricht bei George Rijken in Rotterdam. 1902–1904 studierte er Klavier bei Carl Oberstadt am Koninklijk Conservatorium Den Haag. Zu seinen Lehrern gehörten weiterhin Laurent Angenot (Violine), Henri Vollmar (Theorie) und Henri Viotta (Ensemble, Orchester). 1906 leistete er Militärdienst in der Koninklijke Landmacht. Drei Jahre lernte er dann Theorie und Komposition bei Wilhelm Klatte in Berlin und Klavier bei Leopold Godowsky in Wien. Mit einem Stipendium besuchte er die Meisterschule für Klavierspiel der Wiener Musikakademie. 1910/11 leitete er die Klavierabteilung am Konservatorium in Neustadt an der Haardt und danach an der Sibelius-Akademie in Helsinki.
Vor dem Ersten Weltkrieg (1912) zog er in die USA. Neun Jahre später erhielt er die Staatsbürgerschaft der Vereinigten Staaten. Zunächst war er am Christian College in Columbia, Missouri tätig. 1913/14 wechselte er an die Columbia School of Music nach Chicago, Illinois. Von 1914 bis 1918 war er Leiter der Klavierabteilung an der Drake University in Des Moines, Iowa. Außerdem dirigierte er von 1915 bis 1918 das örtliche Sinfonieorchester. 1918 ging er nach Dallas, Texas, wo er von 1919 bis 1949 Leiter der Musikfakultät sowie darüber hinaus Klavierprofessor an der Southern Methodist University war. Nach seiner Emeritierung 1955 unterrichtete er Schüler noch privat. 1919–1922 dirigierte er den städtischen Chor und 1922–1925 die Oper. Ab 1925 war er Chefdirigent des Dallas Symphony Orchestra.
Als Gastdirigent (etwa mit dem Kosloff-Ballet) und Konzertpianist trat er in Europa und den USA auf, so konzertierte er u. a. mit dem belgischen Violinisten César Thomson sowie mit Sinfonieorchestern in Minneapolis, St. Louis, Dallas, New Orleans und Houston. Er ist auch Komponist eigener sinfonischer Werke.
Van Katwijk war mit einer Pianistin und Komponistin verheiratet.

## Auszeichnungen
- 1931: Ehrendoktorwürde, Drake University

## Überlieferung
Am „Dolph Briscoe Center for American History“ der University of Texas in Austin gibt es eine „Paul van Katwijk Collection“.